# Vida consagrada
L'estat vida consagrada o vida de consagració és aquell que l'Església Catòlica reconeix a qui viu en una comunitat que professa i practica els consells evangèlics (castedat, pobresa i obediència). Són consagrats, doncs, aquells laics o clergues que professen els consells evangèlics per mitjà d'un vincle sagrat i, per fer-ho, són membres d'un institut de vida consagrada o d'una societat de vida apostòlica.

## Instituts de vida consagrada
Un institut de vida consagrada és una associació de fidels, amb vots o sense, que es reuneix sota una advocació religiosa, per a dur a terme exercicis de pietat i amb finalitats apostòliques.
Els instituts de vida consagrada són societats eclesiàstiques erigides, aprovades i competentment organitzades per l'Església a través d'una legislació general i particular (regles, constitucions, estatuts) perquè pugui en elles suficient i oficialment professar-se l'estat de vida de consagració (articles 573-746 del Codi de Dret Canònic de 1983). Estan supervisats per la Congregació per als Instituts de Vida Consagrada i les Societats de Vida Apostòlica, de la Santa Seu.
Pertanyen a ells homes i dones que als preceptes comuns per a tots els fidels, afegeixen els tres consells evangèlics de castedat, pobresa i obediència, per mitjà dels vots perpetus o temporals.
Se'n distingeixen diversos tipus. En funció de qui els aprova, trobem:
- Instituts de dret pontifici, que són aquells erigits o aprovats per la Santa Seu mitjançant un decret formal. Són els únics que recull l'Anuari ponfici.
- Instituts de dret diocesà, que són els erigits pels bisbes i que no han rebut de la Seu Apostòlica el decret d'aprovació; sovint són un primer pas fins que esdevenen aprovats per la Santa Seu.

En funció dels tipus, es distingeix entre instituts religiosos i instituts seculars.

### Instituts religiosos
L'estat religiós és un estat públic i complet de vida consagrada. Als preceptes comuns per a tots els fidels s'afegeixen els tres consells evangèlics de castedat, pobresa i obediència, que esdevenen obligatoris per mitjà dels vots perpetus o temporals (que s'han de renovar al vèncer el termini) i que sempre són públics, és a dir, acceptats com a tals per l'Església.
Aquest estat religiós comporta la vida fraterna en comunitat i un distanciament del món que variarà en funció del caràcter i la finalitat de cada institut.
Els instituts religiosos poden ser de dos tipus:
- Orde religiós, quan alguns o tots els seus membres emeten vots solemnes. Els seus membres són anomenats regulars (perquè segueixen una regla) i, si són de sexe femení, monges.
- Congregació religiosa, quan els seus membres emeten vots simples.

Històricament, els ordes van precedir les congregacions.
Quan, d'acord amb el projecte de fundació o en virtut d'una tradició, els instituts es troben sota la direcció de clergues, se'n diuen instituts clericals i poden assumir l'exercici de l'ordre sagrat. Si no és així, se'n parla d'instituts laicals.

### Instituts seculars
Els instituts seculars es diferencien dels religiosos perquè estan formats per seglars. Els precedents històrics d'aquests instituts es remunten a la fi del segle xvi, encara que el seu reconeixement jurídic com a tipus particular d'institut de vida consagrada no ha tingut lloc fins a 1947.
Els fidels consagrats a Déu en els instituts seculars practiquen la seqüela Christi, mitjançant la professió dels tres consells evangèlics obligatoris per un vincle sagrat, i lliuren la mateixa vida a Crist i a l'Església, comprometent-se en la santificació del món, sobretot treballant dintre del mateix món per a millorar-lo i donar exemple als altres.
La persona que professa aquest estat de vida consagrada no modifica la condició que té en el segle i continua vivint i actuant enmig del poble de Déu sense sortir del propi ambient social segons la manera de vida secular que els és propi: d'aquí el nom.

## Societats de vida apostòlica
Les societats de vida apostòlica, anomenades fins a 1917 societats d'homes o de dones que viuen en comunitat sense vots, són comunitats on els membres no fan vots religiosos i busquen la fi apostòlica duent vida fraterna en comú, segons la pròpia manera de vida. Aspiren a la perfecció de la caritat per l'observança de les constitucions.
Sant Felip Neri, a mitjan segle xvi, va fundar la primera societat d'aquest tipus, i Sant Vicenç de Paül, el primer terç del segle següent, la primera femenina.
| Instituts de vida consagrada i societats de vida apostòlica |                            |                                                                                |
| Ordes                                                       | Monges • Monges mendicants | Eremites • Canonges regulars • Monjos • Frares • Clergues regulars • Cavallers |
| Congregacions                                               | Germanes                   | Clergues • Germans                                                             |
| Instituts seculars                                          | femenins                   | masculins                                                                      |
| Societats de vida apostòlica                                | femenines                  | masculines                                                                     |

## Història
Cronològicament, l'origen dels instituts de vida consagrada van ser els ordes de canonges regulars, que constituïren comunitats de canonges i clergues segons els preceptes de Sant Agustí. Els monjos van desenvolupar el monacat i la vida monàstica des del segle iv fins als nostres dies. En l'actualitat, es poden diferenciar cinc tipus bàsics de comunitats monàstiques: dues d'occidentals (segons els models benedictí i cartoixà), i tres d'orientals (els models paulí, antonià i basilià).
Els ordes mendicants van sorgir a partir del segle xiii per a desenvolupar un model de vida consagrada en el qual destacava el caràcter de pobresa, tant individual com col·lectiva, de l'orde, i la seva tasca d'apostolat entre les gents. Van aportar l'organització dels instituts per províncies, i la seva organització sota un superior amb plens poders. El seu model va ser seguit per la resta d'ordes, encara que amb menys severitat en el concepte de pobresa.
Ja al segle xvi, apareixen les congregacions clericals, associacions de clergues i laics que viuen en comunitat i, sense voler arribar a ser veritables ordes religiosos, es dediquen a la pròpia perfecció, a l'apostolat o a obres de caritat.
Al final del segle xvii sorgeixen les congregacions laiques, formades per laics i dedicades principalment a la instrucció (ensenyament i catequesi) de nens i joves, o a l'assistència de malalts, persones amb necessitats (presos, pobres, aturats, etc.). Des de mitjan segle xix, moltes de les congregacions laiques aparegudes han estat femenines.

## Instituts religiosos catòlics més destacats
| Orde                                                                      | Nom oficial                                             | Acrònim    | Sobrenom                                                 |
| Orde de Sant Agustí                                                       | Ordo Sancti Augustini                                   | O.S.A.     | Agustins o Agustinians                                   |
| Orde de Sant Benet                                                        | Ordo Sancti Benedicti                                   | O.S.B.     | Benedictins o Benets                                     |
| Orde Cistercenc                                                           | Ordo Cisterciensis                                      | O.Cist.    | Cistercencs o Orde del Cister                            |
| Orde Cistercenc de l'Estricta Observància o Orde de la Trapa              | Ordo Cisterciensium Strictioris Observantiae            | O.C.S.O.   | Trapencs                                                 |
| Orde de la Cartoixa                                                       | Ordo Cartusiensis                                       | O.Cart.    | Cartoixans o Orde de San Bru                             |
| Orde Premonstratenc o Orde Catòlic Romà de Canonges Regulars de Premontré | Ordo Praemonstratensis                                  | O.Praem.   | Mostencs, Premonstratencs, Canonges blancs, o Norbertins |
| Orde dels Predicadors                                                     | Ordo Praedicatorum                                      | O.P.       | Dominicans, Dominics, Predicadors o Orde de Sant Domènec |
| Orde de Frares Menors Conventuals                                         | Ordo Fratrum Minorum                                    | O.F.M.     | Franciscans o Primer Orde de Sant Francesc               |
| Orde de Santa Clara                                                       | Ordo Sanctae Clarae                                     | O.S.Cl.    | Clarisses o Segon Orde de Sant Francesc                  |
| Orde de Sant Jeroni                                                       | Ordo Sancti Hieronymi                                   | O.S.H.     | Jerònims                                                 |
| Orde dels Mínims                                                          | Ordo Minimorum                                          | O.M.       | Mínims                                                   |
| Orde dels Frares Menors Caputxins                                         | Ordo Fratrum Minorum Capuccinorum                       | O.F.M.Cap. | Caputxins                                                |
| Orde del Frares de la Santíssima Verge Maria del Mont Carmel              | Ordo fratrum Beatissimæ Virginis Mariæ de monte Carmelo | O.Carm.    | Carmelites, Orde del Carmel o Carmelitans                |
| Companyia de Jesús                                                        | Societatis Jesu                                         | S.J.       | Jesuïtes                                                 |
| Societat de Maria                                                         | Societas Mariae                                         | S.M.       | Pares Maristes                                           |
| Congregació de la Missió                                                  | Congregatio Missionis                                   | C.M.       | Paüls                                                    |
| Fills del Cor de Maria                                                    | Cordis Mariae Filius                                    | C.M.F.     | Claretians o Fills de l'Immaculat Cor de Maria           |
| Orde de les Escoles Pies                                                  | Ordo Scholarum Piarum                                   | S.Ch.P.    | Escolapis                                                |
| Orde de la Mercè                                                          | Orde de Mercede                                         | O.deM.     | Mercedaris                                               |
| Orde Hospitalari de Sant Joan de Déu                                      | Ordo Hospitalarius Sancti Joannis de Deo                | O.H.       | Germans de Sant Joan de Déu                              |
| Orde dels Clergues Regulars                                               | Ordo Clericorum Regularium                              | C.R.       | Teatins                                                  |
| Societat de Sant Francesc de Sales                                        | Societats Sancti Francisci Salesii                      | S.D.B.     | Salesians                                                |